# Nhopkg
Nhopkg es un gestor de paquetes para sistemas operativos GNU/Linux. Fue creado originalmente para el proyecto nhoax, pero puede ser usado en cualquier otra distribución Linux. Se trata de un script en bash que es capaz de instalar, compilar, crear paquetes desde la línea de comandos, desinstalar y obtener información de los paquetes.
Nhopkg utiliza paquetes .nho (binarios) y paquetes -src.nho (fuentes para nhopkg). Actualmente no tiene un gestor de dependencias, pero su desarrollador está trabajando en ello.

## Ejemplo de uso
- Instalar paquete binario:

```
nhopkg -i 
paquete.nho

nhopkg --install 
paquete.nho
```

Donde paquete.nho es un paquete binario creado por nhopkg.
- Compilar e instalar un paquete de fuentes -src.nho

```
nhopkg -b 
paquete-src.nho

nhopkg --build 
paquete-src.nho
```

- Eliminar paquetes instalados

```
nhopkg -r 
nombre del paquete

nhopkg --remove 
nombre del paquete
```

- Crear paquete de puentes -src.nho a partir de los tarball (bzip o gzip) originales.

```
nhopkg -c 
paquete.tar.bz2

nhopkg --create-source 
paquete.tar.bz2
```

Donde paquete.tar.bz2 es el tarball (bzip o gzip) original.

## Distribuciones basadas en Nhopkg
Todavía son pocas las distribuciones que se basan en Nhopkg.
- VegnuX[2]